# Loma Mar
Loma Mar – jednostka osadnicza w Stanach Zjednoczonych, w stanie Kalifornia, w hrabstwie San Mateo.